# Portrait d'un homme inconnu
Portrait d'un homme inconnu est un tableau du peintre néerlandais Frans Hals réalisé en 1634. Cette huile sur panneau de chêne est le portrait en buste d'un homme dont l'identité n'a pas pu être établie mais dont l'âge, quarante-huit ans, est inscrit sur le fond marron, à droite de son visage. Depuis son acquisition en 1955, l'œuvre est conservée au Timken Museum of Art, à San Diego, aux États-Unis. Son pendant, un portrait de l'épouse, se trouve au Detroit Institute of Arts, à Détroit.

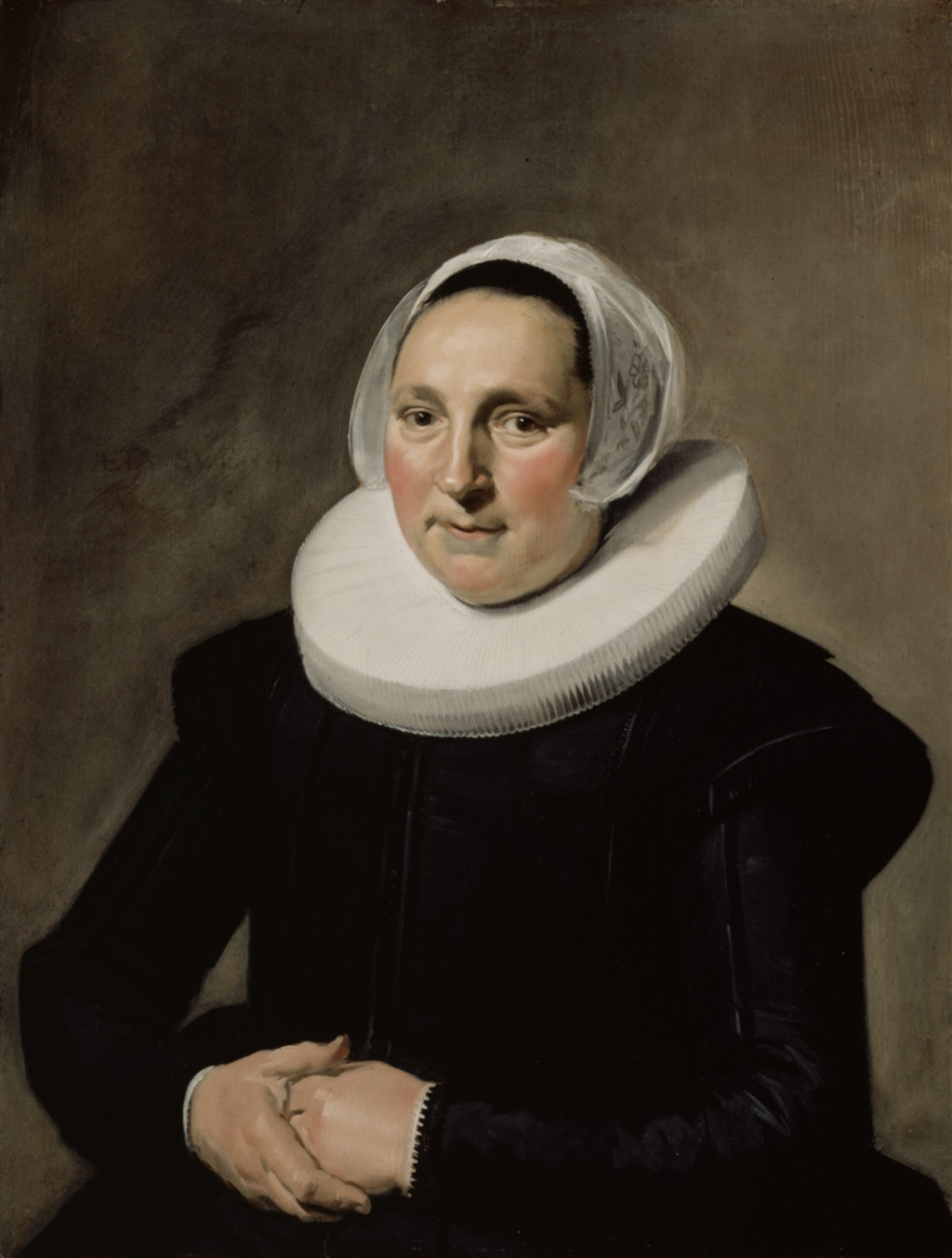
Pendant au Detroit Institute of Arts, à Détroit.